# WTA Tour 2024
Ten artykuł dotyczy trwającego lub niedawnego wydarzenia sportowego. Informacje w nim zamieszczone mogą się zmienić lub zdezaktualizować wraz z postępem zdarzenia. Początkowe doniesienia, wyniki lub statystyki mogą być niepewne. Ostatnie aktualizacje do tego artykułu mogą nie odzwierciedlać najbardziej aktualnych informacji.
WTA Tour 2024 – sezon profesjonalnych żeńskich turniejów tenisowych organizowanych przez Women’s Tennis Association w 2024 roku. WTA Tour 2024 obejmuje turnieje wielkoszlemowe (organizowane przez Międzynarodową Federację Tenisową), turnieje rangi WTA 1000, WTA 500, WTA 250, drużynowe zawody United Cup (organizowane wspólnie przez WTA i ATP) oraz Pucharu Billie Jean King (organizowane przez ITF), kończące sezon zawody WTA Finals, a także rozgrywki podczas igrzysk olimpijskich (organizowane przez ITF). Jest to 54. edycja rozgrywek.
W związku z inwazją Rosji na Ukrainę federacje tenisowe z Rosji i Białorusi zostały zawieszone i wycofane ze wszystkich międzynarodowych rozgrywek drużynowych, a zawodniczki i zawodnicy z Rosji i Białorusi nie mogą startować pod flagą i nazwą swojego państwa.

## Kalendarz turniejów
| Igrzyska olimpijskie |
| Wielki Szlem         |
| WTA Championships    |
| WTA 1000             |
| WTA 500              |
| WTA 250              |
| zawody drużynowe     |

### Styczeń
| Tydzień | Data        | Turniej                                        | Zwyciężczynie                       | Wynik             | Finalistki                           | Półfinalistki                           | Ćwierćfinalistki                                                       |
| ------- | ----------- | ---------------------------------------------- | ----------------------------------- | ----------------- | ------------------------------------ | --------------------------------------- | ---------------------------------------------------------------------- |
| 1.      | 29 grudnia  | United Cup Perth, Sydney Twarda                | Niemcy                              | 2–1               | Polska                               | Francja · Australia                     | Chiny · Grecja · Norwegia · Serbia                                     |
| 1.      | 30 grudnia  | ASB Classic Auckland WTA 250 Twarda            | Coco Gauff                          | 6:7(4), 6:3, 6:3  | Elina Switolina                      | Emma Navarro Wang Xiyu                  | Marie Bouzková Warwara Graczowa Petra Martić Diane Parry               |
| 1.      | 30 grudnia  | ASB Classic Auckland WTA 250 Twarda            | Anna Danilina Viktória Hrunčáková   | 6:3, 6:7(5), 10–8 | Marie Bouzková Bethanie Mattek-Sands | Emma Navarro Wang Xiyu                  | Marie Bouzková Warwara Graczowa Petra Martić Diane Parry               |
| 1.      | 31 grudnia  | Brisbane International Brisbane WTA 500 Twarda | Jelena Rybakina                     | 6:0, 6:3          | Aryna Sabalenka                      | Wiktoryja Azaranka Linda Nosková        | Mirra Andriejewa Darja Kasatkina Jeļena Ostapenko Anastasija Potapowa  |
| 1.      | 31 grudnia  | Brisbane International Brisbane WTA 500 Twarda | Ludmyła Kiczenok Jeļena Ostapenko   | 7:5, 6:2          | Greet Minnen Heather Watson          | Wiktoryja Azaranka Linda Nosková        | Mirra Andriejewa Darja Kasatkina Jeļena Ostapenko Anastasija Potapowa  |
| 2.      | 8 stycznia  | Adelaide International Adelaide WTA 500 Twarda | Jeļena Ostapenko                    | 6:3, 6:2          | Darja Kasatkina                      | Jekatierina Aleksandrowa Jessica Pegula | Marta Kostiuk Anastasija Pawluczenkowa Jelena Rybakina Laura Siegemund |
| 2.      | 8 stycznia  | Adelaide International Adelaide WTA 500 Twarda | Beatriz Haddad Maia Taylor Townsend | 7:5, 6:3          | Caroline Garcia Kristina Mladenovic  | Jekatierina Aleksandrowa Jessica Pegula | Marta Kostiuk Anastasija Pawluczenkowa Jelena Rybakina Laura Siegemund |
| 2.      | 8 stycznia  | Hobart International Hobart WTA 250 Twarda     | Emma Navarro                        | 6:1, 4:6, 7:5     | Elise Mertens                        | Daria Saville Yuan Yue                  | Julija Putincewa Arantxa Rus Wiktorija Tomowa Zhu Lin                  |
| 2.      | 8 stycznia  | Hobart International Hobart WTA 250 Twarda     | Chan Hao-ching Giuliana Olmos       | 6:3, 6:3          | Guo Hanyu Jiang Xinyu                | Daria Saville Yuan Yue                  | Julija Putincewa Arantxa Rus Wiktorija Tomowa Zhu Lin                  |
| 3.–4.   | 14 stycznia | Australian Open Melbourne Wielki Szlem Twarda  | Aryna Sabalenka                     | 6:3, 6:2          | Zheng Qinwen                         | Coco Gauff Dajana Jastremśka            | Anna Kalinska Marta Kostiuk Barbora Krejčíková Linda Nosková           |
| 3.–4.   | 14 stycznia | Australian Open Melbourne Wielki Szlem Twarda  | Hsieh Su-wei Elise Mertens          | 6:1, 7:5          | Ludmyła Kiczenok Jeļena Ostapenko    | Coco Gauff Dajana Jastremśka            | Anna Kalinska Marta Kostiuk Barbora Krejčíková Linda Nosková           |
| 3.–4.   | 14 stycznia | Australian Open Melbourne Wielki Szlem Twarda  | Hsieh Su-wei Jan Zieliński          | 6:7(5), 6:4, 11–9 | Desirae Krawczyk Neal Skupski        | Coco Gauff Dajana Jastremśka            | Anna Kalinska Marta Kostiuk Barbora Krejčíková Linda Nosková           |
| 5.      | 29 stycznia | Ladies Linz Linz WTA 500 Twarda (hala)         | Jeļena Ostapenko                    | 6:2, 6:3          | Jekatierina Aleksandrowa             | Donna Vekić Anastasija Pawluczenkowa    | Clara Burel Elise Mertens Anastasija Potapowa Clara Tauson             |
| 5.      | 29 stycznia | Ladies Linz Linz WTA 500 Twarda (hala)         | Sara Errani Jasmine Paolini         | 7:5, 4:6, 10–7    | Nicole Melichar-Martinez Ellen Perez | Donna Vekić Anastasija Pawluczenkowa    | Clara Burel Elise Mertens Anastasija Potapowa Clara Tauson             |
| 5.      | 29 stycznia | Hua Hin Championships Hua Hin WTA 250 Twarda   | Diana Sznajder                      | 6:3, 2:6, 6:1     | Zhu Lin                              | Wang Xinyu Wang Yafan                   | Dalma Gálfi Julija Putincewa Arina Rodionowa Katie Volynets            |
| 5.      | 29 stycznia | Hua Hin Championships Hua Hin WTA 250 Twarda   | Miyu Katō Aldila Sutjiadi           | 6:4, 1:6, 10–7    | Guo Hanyu Jiang Xinyu                | Wang Xinyu Wang Yafan                   | Dalma Gálfi Julija Putincewa Arina Rodionowa Katie Volynets            |

### Luty
| Tydzień | Data      | Turniej                                             | Zwyciężczynie                        | Wynik         | Finalistki                           | Półfinalistki                               | Ćwierćfinalistki                                                 |
| ------- | --------- | --------------------------------------------------- | ------------------------------------ | ------------- | ------------------------------------ | ------------------------------------------- | ---------------------------------------------------------------- |
| 6.      | 5 lutego  | Abu Dhabi Open Abu Zabi WTA 500 Twarda              | Jelena Rybakina                      | 6:1, 6:4      | Darja Kasatkina                      | Ludmiła Samsonowa Beatriz Haddad Maia       | Cristina Bucșa Barbora Krejčíková Sorana Cîrstea Uns Dżabir      |
| 6.      | 5 lutego  | Abu Dhabi Open Abu Zabi WTA 500 Twarda              | Sofia Kenin Bethanie Mattek-Sands    | 6:4, 7:6(4)   | Linda Nosková Heather Watson         | Ludmiła Samsonowa Beatriz Haddad Maia       | Cristina Bucșa Barbora Krejčíková Sorana Cîrstea Uns Dżabir      |
| 6.      | 5 lutego  | Transylvania Open Kluż-Napoka WTA 250 Twarda (hala) | Karolína Plíšková                    | 6:4, 6:3      | Ana Bogdan                           | Jaqueline Cristian Harriet Dart             | Arantxa Rus Anastasija Sevastova Nuria Párrizas Díaz Sara Errani |
| 6.      | 5 lutego  | Transylvania Open Kluż-Napoka WTA 250 Twarda (hala) | Catherine McNally Asia Muhammad      | 6:3, 6:4      | Harriet Dart Tereza Mihalíková       | Jaqueline Cristian Harriet Dart             | Arantxa Rus Anastasija Sevastova Nuria Párrizas Díaz Sara Errani |
| 7.      | 12 lutego | Qatar Ladies Open Doha WTA 1000 Twarda              | Iga Świątek                          | 7:6(8), 6:2   | Jelena Rybakina                      | Anastasija Pawluczenkowa Karolína Plíšková  | Wiktoryja Azaranka Naomi Ōsaka Danielle Collins Leylah Fernandez |
| 7.      | 12 lutego | Qatar Ladies Open Doha WTA 1000 Twarda              | Demi Schuurs Luisa Stefani           | 6:4, 6:2      | Caroline Dolehide Desirae Krawczyk   | Anastasija Pawluczenkowa Karolína Plíšková  | Wiktoryja Azaranka Naomi Ōsaka Danielle Collins Leylah Fernandez |
| 8.      | 19 lutego | Dubai Tennis Championships Dubaj WTA 1000 Twarda    | Jasmine Paolini                      | 4:6, 7:5, 7:5 | Anna Kalinska                        | Iga Świątek Sorana Cîrstea                  | Zheng Qinwen Coco Gauff Jelena Rybakina Markéta Vondroušová      |
| 8.      | 19 lutego | Dubai Tennis Championships Dubaj WTA 1000 Twarda    | Storm Hunter Kateřina Siniaková      | 6:4, 6:2      | Nicole Melichar-Martinez Ellen Perez | Iga Świątek Sorana Cîrstea                  | Zheng Qinwen Coco Gauff Jelena Rybakina Markéta Vondroušová      |
| 9.      | 26 lutego | San Diego Open San Diego WTA 500 Twarda             | Katie Boulter                        | 5:7, 6:2, 6:2 | Marta Kostiuk                        | Emma Navarro Jessica Pegula                 | Anna Blinkowa Anastasija Pawluczenkowa Daria Saville Donna Vekić |
| 9.      | 26 lutego | San Diego Open San Diego WTA 500 Twarda             | Nicole Melichar-Martinez Ellen Perez | 6:1, 6:2      | Desirae Krawczyk Jessica Pegula      | Emma Navarro Jessica Pegula                 | Anna Blinkowa Anastasija Pawluczenkowa Daria Saville Donna Vekić |
| 9.      | 26 lutego | ATX Open Austin WTA 250 Twarda                      | Yuan Yue                             | 6:4, 7:6(4)   | Wang Xiyu                            | Anhelina Kalinina Anna Karolína Schmiedlová | Danielle Collins Diane Parry Anastasija Sevastova Wang Yafan     |
| 9.      | 26 lutego | ATX Open Austin WTA 250 Twarda                      | Olivia Gadecki Olivia Nicholls       | 6:2, 6:4      | Katarzyna Kawa Bibiane Schoofs       | Anhelina Kalinina Anna Karolína Schmiedlová | Danielle Collins Diane Parry Anastasija Sevastova Wang Yafan     |

### Marzec
| Tydzień | Data     | Turniej                                           | Zwyciężczynie                     | Wynik             | Finalistki                        | Półfinalistki                               | Ćwierćfinalistki                                             |
| ------- | -------- | ------------------------------------------------- | --------------------------------- | ----------------- | --------------------------------- | ------------------------------------------- | ------------------------------------------------------------ |
| 10.–11. | 4 marca  | Indian Wells Masters Indian Wells WTA 1000 Twarda | Iga Świątek                       | 6:4, 6:0          | Maria Sakari                      | Coco Gauff Marta Kostiuk                    | Emma Navarro Anastasija Potapowa Caroline Wozniacki Yuan Yue |
| 10.–11. | 4 marca  | Indian Wells Masters Indian Wells WTA 1000 Twarda | Hsieh Su-wei Elise Mertens        | 6:3, 6:4          | Storm Hunter Kateřina Siniaková   | Coco Gauff Marta Kostiuk                    | Emma Navarro Anastasija Potapowa Caroline Wozniacki Yuan Yue |
| 12.–13. | 18 marca | Miami Open Miami WTA 1000 Twarda                  | Danielle Collins                  | 7:5, 6:3          | Jelena Rybakina                   | Jekatierina Aleksandrowa Wiktoryja Azaranka | Caroline Garcia Jessica Pegula Julija Putincewa Maria Sakari |
| 12.–13. | 18 marca | Miami Open Miami WTA 1000 Twarda                  | Bethanie Mattek-Sands Sofia Kenin | 4:6, 7:6(5), 11–9 | Gabriela Dabrowski Erin Routliffe | Jekatierina Aleksandrowa Wiktoryja Azaranka | Caroline Garcia Jessica Pegula Julija Putincewa Maria Sakari |

### Kwiecień
| Tydzień | Data        | Turniej                                                    | Zwyciężczynie                          | Wynik             | Finalistki                         | Półfinalistki                     | Ćwierćfinalistki                                                            |
| ------- | ----------- | ---------------------------------------------------------- | -------------------------------------- | ----------------- | ---------------------------------- | --------------------------------- | --------------------------------------------------------------------------- |
| 14.     | 1 kwietnia  | Charleston Open Charleston WTA 500 Ceglana                 | Danielle Collins                       | 6:2, 6:1          | Darja Kasatkina                    | Jessica Pegula Maria Sakari       | Wiktoryja Azaranka Jaqueline Cristian Wieronika Kudiermietowa Elise Mertens |
| 14.     | 1 kwietnia  | Charleston Open Charleston WTA 500 Ceglana                 | Ashlyn Krueger Sloane Stephens         | 1:6, 6:3, 10–7    | Ludmyła Kiczenok Nadija Kiczenok   | Jessica Pegula Maria Sakari       | Wiktoryja Azaranka Jaqueline Cristian Wieronika Kudiermietowa Elise Mertens |
| 14.     | 1 kwietnia  | Copa Colsanitas Bogota WTA 250 Ceglana                     | Camila Osorio                          | 6:3, 7:6(5)       | Marie Bouzková                     | Sara Errani Kamilla Rachimowa     | Irina Bara Cristina Bucșa Tatjana Maria Laura Siegemund                     |
| 14.     | 1 kwietnia  | Copa Colsanitas Bogota WTA 250 Ceglana                     | Cristina Bucșa Kamilla Rachimowa       | 7:6(5), 3:6, 10–8 | Anna Bondár Irina Chromaczowa      | Sara Errani Kamilla Rachimowa     | Irina Bara Cristina Bucșa Tatjana Maria Laura Siegemund                     |
| 15.     | 8 kwietnia  | Runda kwalifikacyjna Pucharu Billie Jean King              |                                        |                   |                                    |                                   |                                                                             |
| 16.     | 15 kwietnia | Porsche Tennis Grand Prix Stuttgart WTA 500 Ceglana (hala) | Jelena Rybakina                        | 6:2, 6:2          | Marta Kostiuk                      | Iga Świątek Markéta Vondroušová   | Coco Gauff Jasmine Paolini Emma Raducanu Aryna Sabalenka                    |
| 16.     | 15 kwietnia | Porsche Tennis Grand Prix Stuttgart WTA 500 Ceglana (hala) | Chan Hao-ching Wieronika Kudiermietowa | 4:6, 6:3, 10–2    | Ulrikke Eikeri Ingrid Neel         | Iga Świątek Markéta Vondroušová   | Coco Gauff Jasmine Paolini Emma Raducanu Aryna Sabalenka                    |
| 16.     | 15 kwietnia | Open de Rouen Rouen WTA 250 Ceglana (hala)                 | Sloane Stephens                        | 6:1, 2:6, 6:2     | Magda Linette                      | Caroline Garcia Anhelina Kalinina | Mirra Andriejewa Arantxa Rus Elena-Gabriela Ruse Yuan Yue                   |
| 16.     | 15 kwietnia | Open de Rouen Rouen WTA 250 Ceglana (hala)                 | Tímea Babos Irina Chromaczowa          | 6:3, 6:4          | Naiktha Bains Maia Lumsden         | Caroline Garcia Anhelina Kalinina | Mirra Andriejewa Arantxa Rus Elena-Gabriela Ruse Yuan Yue                   |
| 17.–18. | 22 kwietnia | Madrid Open Madryt WTA 1000 Ceglana                        | Iga Świątek                            | 7:5, 4:6, 7:6(7)  | Aryna Sabalenka                    | Madison Keys Jelena Rybakina      | Mirra Andriejewa Uns Dżabir Beatriz Haddad Maia Julija Putincewa            |
| 17.–18. | 22 kwietnia | Madrid Open Madryt WTA 1000 Ceglana                        | Cristina Bucșa Sara Sorribes Tormo     | 6:0, 6:2          | Barbora Krejčíková Laura Siegemund | Madison Keys Jelena Rybakina      | Mirra Andriejewa Uns Dżabir Beatriz Haddad Maia Julija Putincewa            |

### Maj
| Tydzień | Data    | Turniej                                                | Zwyciężczynie                          | Wynik          | Finalistki                    | Półfinalistki                       | Ćwierćfinalistki                                                           |
| ------- | ------- | ------------------------------------------------------ | -------------------------------------- | -------------- | ----------------------------- | ----------------------------------- | -------------------------------------------------------------------------- |
| 19.–20. | 6 maja  | Internazionali d’Italia Rzym WTA 1000 Ceglana          | Iga Świątek                            | 6:2, 6:3       | Aryna Sabalenka               | Danielle Collins Coco Gauff         | Wiktoryja Azaranka Madison Keys Jeļena Ostapenko Zheng Qinwen              |
| 19.–20. | 6 maja  | Internazionali d’Italia Rzym WTA 1000 Ceglana          | Sara Errani Jasmine Paolini            | 6:3, 4:6, 10–8 | Coco Gauff Erin Routliffe     | Danielle Collins Coco Gauff         | Wiktoryja Azaranka Madison Keys Jeļena Ostapenko Zheng Qinwen              |
| 21.     | 20 maja | Internationaux de Strasbourg Strasburg WTA 500 Ceglana | Madison Keys                           | 6:1, 6:2       | Danielle Collins              | Anhelina Kalinina Ludmiła Samsonowa | Clara Burel Beatriz Haddad Maia Magda Linette Markéta Vondroušová          |
| 21.     | 20 maja | Internationaux de Strasbourg Strasburg WTA 500 Ceglana | Cristina Bucșa Monica Niculescu        | 3:6, 6:4, 10–6 | Asia Muhammad Aldila Sutjiadi | Anhelina Kalinina Ludmiła Samsonowa | Clara Burel Beatriz Haddad Maia Magda Linette Markéta Vondroušová          |
| 21.     | 20 maja | Morocco Open Rabat WTA 250 Ceglana                     | Peyton Stearns                         | 6:2, 6:1       | Majar Szarif                  | Kamilla Rachimowa Wiktorija Tomowa  | Lucia Bronzetti Elisabetta Cocciaretto Laura Siegemund Sara Sorribes Tormo |
| 21.     | 20 maja | Morocco Open Rabat WTA 250 Ceglana                     | Irina Chromaczowa Jana Sizikowa        | 6:3, 6:2       | Anna Danilina Xu Yifan        | Kamilla Rachimowa Wiktorija Tomowa  | Lucia Bronzetti Elisabetta Cocciaretto Laura Siegemund Sara Sorribes Tormo |
| 22.–23. | 27 maja | French Open Paryż Wielki Szlem Ceglana                 | Iga Świątek                            | 6:2, 6:1       | Jasmine Paolini               | Mirra Andriejewa Coco Gauff         | Uns Dżabir Jelena Rybakina Aryna Sabalenka Markéta Vondroušová             |
| 22.–23. | 27 maja | French Open Paryż Wielki Szlem Ceglana                 | Coco Gauff Kateřina Siniaková          | 7:6(5), 6:3    | Sara Errani Jasmine Paolini   | Mirra Andriejewa Coco Gauff         | Uns Dżabir Jelena Rybakina Aryna Sabalenka Markéta Vondroušová             |
| 22.–23. | 27 maja | French Open Paryż Wielki Szlem Ceglana                 | Laura Siegemund Edouard Roger-Vasselin | 6:4, 7:5       | Desirae Krawczyk Neal Skupski | Mirra Andriejewa Coco Gauff         | Uns Dżabir Jelena Rybakina Aryna Sabalenka Markéta Vondroušová             |

### Czerwiec
| Tydzień | Data       | Turniej                                                     | Zwyciężczynie                        | Wynik               | Finalistki                             | Półfinalistki                              | Ćwierćfinalistki                                                     |
| ------- | ---------- | ----------------------------------------------------------- | ------------------------------------ | ------------------- | -------------------------------------- | ------------------------------------------ | -------------------------------------------------------------------- |
| 24.     | 10 czerwca | Nottingham Open Nottingham WTA 250 Trawiasta                | Katie Boulter                        | 4:6, 6:3, 6:2       | Karolína Plíšková                      | Diane Parry Emma Raducanu                  | Kimberly Birrell Uns Dżabir Magdalena Fręch Francesca Jones          |
| 24.     | 10 czerwca | Nottingham Open Nottingham WTA 250 Trawiasta                | Gabriela Dabrowski Erin Routliffe    | 5:7, 6:3, 11–9      | Harriet Dart Diane Parry               | Diane Parry Emma Raducanu                  | Kimberly Birrell Uns Dżabir Magdalena Fręch Francesca Jones          |
| 24.     | 10 czerwca | Rosmalen Open ’s-Hertogenbosch WTA 250 Trawiasta            | Ludmiła Samsonowa                    | 4:6, 6:3, 7:5       | Bianca Andreescu                       | Jekatierina Aleksandrowa Dalma Gálfi       | Aleksandra Krunić Greet Minnen Robin Montgomery Naomi Ōsaka          |
| 24.     | 10 czerwca | Rosmalen Open ’s-Hertogenbosch WTA 250 Trawiasta            | Ingrid Neel Bibiane Schoofs          | 7:6(6), 6:3         | Tereza Mihalíková Olivia Nicholls      | Jekatierina Aleksandrowa Dalma Gálfi       | Aleksandra Krunić Greet Minnen Robin Montgomery Naomi Ōsaka          |
| 25.     | 17 czerwca | German Open Berlin WTA 500 Trawiasta                        | Jessica Pegula                       | 6:7(0), 6:4, 7:6(3) | Anna Kalinska                          | Wiktoryja Azaranka Coco Gauff              | Uns Dżabir Jelena Rybakina Aryna Sabalenka Kateřina Siniaková        |
| 25.     | 17 czerwca | German Open Berlin WTA 500 Trawiasta                        | Wang Xinyu Zheng Saisai              | 6:2, 7:5            | Chan Hao-ching Wieronika Kudiermietowa | Wiktoryja Azaranka Coco Gauff              | Uns Dżabir Jelena Rybakina Aryna Sabalenka Kateřina Siniaková        |
| 25.     | 17 czerwca | Birmingham Classic Birmingham WTA 250 Trawiasta             | Julija Putincewa                     | 6:1, 7:6(8)         | Ajla Tomljanović                       | Elisabetta Cocciaretto Anastasija Potapowa | Caroline Dolehide Leylah Fernandez Barbora Krejčíková Diana Sznajder |
| 25.     | 17 czerwca | Birmingham Classic Birmingham WTA 250 Trawiasta             | Hsieh Su-wei Elise Mertens           | 6:1, 6:3            | Miyu Katō Zhang Shuai                  | Elisabetta Cocciaretto Anastasija Potapowa | Caroline Dolehide Leylah Fernandez Barbora Krejčíková Diana Sznajder |
| 26.     | 24 czerwca | Bad Homburg Open Bad Homburg vor der Höhe WTA 500 Trawiasta | Diana Sznajder                       | 6:3, 2:6, 6:3       | Donna Vekić                            | Emma Navarro Wiktorija Tomowa              | Paula Badosa Anna Blinkowa Kateřina Siniaková Caroline Wozniacki     |
| 26.     | 24 czerwca | Bad Homburg Open Bad Homburg vor der Höhe WTA 500 Trawiasta | Nicole Melichar-Martinez Ellen Perez | 4:6, 6:3, 10–8      | Chan Hao-ching Wieronika Kudiermietowa | Emma Navarro Wiktorija Tomowa              | Paula Badosa Anna Blinkowa Kateřina Siniaková Caroline Wozniacki     |
| 26.     | 24 czerwca | Eastbourne International Eastbourne WTA 500 Trawiasta       | Darja Kasatkina                      | 6:3, 6:4            | Leylah Fernandez                       | Madison Keys Jasmine Paolini               | Katie Boulter Harriet Dart Karolína Muchová Emma Raducanu            |
| 26.     | 24 czerwca | Eastbourne International Eastbourne WTA 500 Trawiasta       | Ludmyła Kiczenok Jeļena Ostapenko    | 5:7, 7:6(2), 10–8   | Gabriela Dabrowski Erin Routliffe      | Madison Keys Jasmine Paolini               | Katie Boulter Harriet Dart Karolína Muchová Emma Raducanu            |

### Lipiec
| Tydzień | Data     | Turniej                                        | Zwyciężczynie                         | Wynik           | Finalistki                                | Półfinalistki                     | Ćwierćfinalistki                                                      |
| ------- | -------- | ---------------------------------------------- | ------------------------------------- | --------------- | ----------------------------------------- | --------------------------------- | --------------------------------------------------------------------- |
| 27.–28. | 1 lipca  | Wimbledon Londyn Wielki Szlem Trawiasta        | Barbora Krejčíková                    | 6:2, 2:6, 6:4   | Jasmine Paolini                           | Jelena Rybakina Donna Vekić       | Emma Navarro Jeļena Ostapenko Lulu Sun Elina Switolina                |
| 27.–28. | 1 lipca  | Wimbledon Londyn Wielki Szlem Trawiasta        | Kateřina Siniaková Taylor Townsend    | 7:6(5), 7:6(1)  | Gabriela Dabrowski Erin Routliffe         | Jelena Rybakina Donna Vekić       | Emma Navarro Jeļena Ostapenko Lulu Sun Elina Switolina                |
| 27.–28. | 1 lipca  | Wimbledon Londyn Wielki Szlem Trawiasta        | Hsieh Su-wei Jan Zieliński            | 6:4, 6:2        | Giuliana Olmos Santiago González          | Jelena Rybakina Donna Vekić       | Emma Navarro Jeļena Ostapenko Lulu Sun Elina Switolina                |
| 29.     | 15 lipca | Hungarian Grand Prix Budapeszt WTA 250 Ceglana | Diana Sznajder                        | 6:4, 6:4        | Alaksandra Sasnowicz                      | Eva Lys Anna Karolína Schmiedlová | Elina Awanesian Suzan Lamens Ella Seidel Rebecca Šramková             |
| 29.     | 15 lipca | Hungarian Grand Prix Budapeszt WTA 250 Ceglana | Katarzyna Piter Fanny Stollár         | 6:3, 3:6, 10–3  | Anna Danilina Irina Chromaczowa           | Eva Lys Anna Karolína Schmiedlová | Elina Awanesian Suzan Lamens Ella Seidel Rebecca Šramková             |
| 29.     | 15 lipca | Palermo Open Palermo WTA 250 Ceglana           | Zheng Qinwen                          | 6:4, 4:6, 6:2   | Karolína Muchová                          | Irina-Camelia Begu Diane Parry    | Jaqueline Cristian Ann Li Chloé Paquet Astra Sharma                   |
| 29.     | 15 lipca | Palermo Open Palermo WTA 250 Ceglana           | Aleksandra Panowa Jana Sizikowa       | 4:6, 6:3, 10–5  | Yvonne Cavallé Reimers Aurora Zantedeschi | Irina-Camelia Begu Diane Parry    | Jaqueline Cristian Ann Li Chloé Paquet Astra Sharma                   |
| 30.     | 21 lipca | Unicredit Iasi Open Jassy WTA 250 Ceglana      | Mirra Andriejewa                      | 5:7, 7:5, 4:0 k | Elina Awanesian                           | Olga Danilović Chloé Paquet       | Anna Bondár Lea Bošković Jaqueline Cristian Séléna Janicijevic        |
| 30.     | 21 lipca | Unicredit Iasi Open Jassy WTA 250 Ceglana      | Anna Danilina Irina Chromaczowa       | 6:4, 6:2        | Aleksandra Panowa Jana Sizikowa           | Olga Danilović Chloé Paquet       | Anna Bondár Lea Bošković Jaqueline Cristian Séléna Janicijevic        |
| 30.     | 21 lipca | Prague Open Praga WTA 250 Ceglana              | Magda Linette                         | 6:2, 6:1        | Magdalena Fręch                           | Linda Nosková Laura Samson        | Anhelina Kalinina Ella Seidel Oksana Sielechmietjewa Wiktorija Tomowa |
| 30.     | 21 lipca | Prague Open Praga WTA 250 Ceglana              | Barbora Krejčíková Kateřina Siniaková | 6:3, 6:3        | Bethanie Mattek-Sands Lucie Šafářová      | Linda Nosková Laura Samson        | Anhelina Kalinina Ella Seidel Oksana Sielechmietjewa Wiktorija Tomowa |
| 31.     | 29 lipca | Washington Open Waszyngton WTA 500 Twarda      | Paula Badosa                          | 6:1, 4:6, 6:4   | Marie Bouzková                            | Aryna Sabalenka Caroline Dolehide | Amanda Anisimova Wiktoryja Azaranka Robin Montgomery Emma Raducanu    |
| 31.     | 29 lipca | Washington Open Waszyngton WTA 500 Twarda      | Asia Muhammad Taylor Townsend         | 7:6(0), 6:3     | Jiang Xinyu Wu Fang-hsien                 | Aryna Sabalenka Caroline Dolehide | Amanda Anisimova Wiktoryja Azaranka Robin Montgomery Emma Raducanu    |

| Tydzień | Data     | Turniej                                                             | Złoty medal                     | Wynik          | Srebrny medal                   | Brązowy medal                            | Wynik       | Czwarte miejsce                |
| 31.     | 29 lipca | Letnie Igrzyska Olimpijskie 2024 Paryż Igrzyska olimpijskie Ceglana | Zheng Qinwen                    | 6:2, 6:3       | Donna Vekić                     | Iga Świątek                              | 6:2, 6:1    | Anna Karolína Schmiedlová      |
| 31.     | 29 lipca | Letnie Igrzyska Olimpijskie 2024 Paryż Igrzyska olimpijskie Ceglana | Sara Errani Jasmine Paolini     | 2:6, 6:1, 10–7 | Mirra Andriejewa Diana Sznajder | Cristina Bucșa Sara Sorribes Tormo       | 6:2, 6:2    | Karolína Muchová Linda Nosková |
| 31.     | 29 lipca | Letnie Igrzyska Olimpijskie 2024 Paryż Igrzyska olimpijskie Ceglana | Kateřina Siniaková Tomáš Macháč | 6:2, 5:7, 10–8 | Wang Xinyu Zhang Zhizhen        | Gabriela Dabrowski Félix Auger-Aliassime | 6:3, 7:6(2) | Demi Schuurs Wesley Koolhof    |

### Sierpień
| Tydzień | Data        | Turniej                                     | Zwyciężczynie                      | Wynik             | Finalistki                        | Półfinalistki                          | Ćwierćfinalistki                                                             |
| ------- | ----------- | ------------------------------------------- | ---------------------------------- | ----------------- | --------------------------------- | -------------------------------------- | ---------------------------------------------------------------------------- |
| 32.     | 5 sierpnia  | Canadian Open Toronto WTA 1000 Twarda       | Jessica Pegula                     | 6:3, 2:6, 6:1     | Amanda Anisimova                  | Emma Navarro Diana Sznajder            | Aryna Sabalenka Ludmiła Samsonowa Peyton Stearns Taylor Townsend             |
| 32.     | 5 sierpnia  | Canadian Open Toronto WTA 1000 Twarda       | Caroline Dolehide Desirae Krawczyk | 7:6(2), 3:6, 10–7 | Gabriela Dabrowski Erin Routliffe | Emma Navarro Diana Sznajder            | Aryna Sabalenka Ludmiła Samsonowa Peyton Stearns Taylor Townsend             |
| 33.     | 12 sierpnia | Cincinnati Open Cincinnati WTA 1000 Twarda  | Aryna Sabalenka                    | 6:3, 7:5          | Jessica Pegula                    | Paula Badosa Iga Świątek               | Mirra Andriejewa Leylah Fernandez Anastasija Pawluczenkowa Ludmiła Samsonowa |
| 33.     | 12 sierpnia | Cincinnati Open Cincinnati WTA 1000 Twarda  | Asia Muhammad Erin Routliffe       | 3:6, 6:1, 10–4    | Leylah Fernandez Julija Putincewa | Paula Badosa Iga Świątek               | Mirra Andriejewa Leylah Fernandez Anastasija Pawluczenkowa Ludmiła Samsonowa |
| 34.     | 19 sierpnia | Monterrey Open Monterrey WTA 500 Twarda     | Linda Nosková                      | 7:6(6), 6:4       | Lulu Sun                          | Jekatierina Aleksandrowa Emma Navarro  | Erika Andriejewa Magdalena Fręch Elina Switolina Yuan Yue                    |
| 34.     | 19 sierpnia | Monterrey Open Monterrey WTA 500 Twarda     | Guo Hanyu Monica Niculescu         | 3:6, 6:3, 10–4    | Giuliana Olmos Aleksandra Panowa  | Jekatierina Aleksandrowa Emma Navarro  | Erika Andriejewa Magdalena Fręch Elina Switolina Yuan Yue                    |
| 34.     | 19 sierpnia | Tennis in the Land Cleveland WTA 250 Twarda | McCartney Kessler                  | 1:6, 6:1, 7:5     | Beatriz Haddad Maia               | Anastasija Potapowa Kateřina Siniaková | Ana Bogdan Clara Burel Arantxa Rus Peyton Stearns                            |
| 34.     | 19 sierpnia | Tennis in the Land Cleveland WTA 250 Twarda | Cristina Bucșa Xu Yifan            | 3:6, 6:3, 10–6    | Shūko Aoyama Eri Hozumi           | Anastasija Potapowa Kateřina Siniaková | Ana Bogdan Clara Burel Arantxa Rus Peyton Stearns                            |
| 35.–36. | 26 sierpnia | US Open Nowy Jork Wielki Szlem Twarda       | Aryna Sabalenka                    | 7:5, 7:5          | Jessica Pegula                    | Karolína Muchová Emma Navarro          | Paula Badosa Beatriz Haddad Maia Iga Świątek Zheng Qinwen                    |
| 35.–36. | 26 sierpnia | US Open Nowy Jork Wielki Szlem Twarda       | Ludmyła Kiczenok Jeļena Ostapenko  | 6:4, 6:3          | Kristina Mladenovic Zhang Shuai   | Karolína Muchová Emma Navarro          | Paula Badosa Beatriz Haddad Maia Iga Świątek Zheng Qinwen                    |
| 35.–36. | 26 sierpnia | US Open Nowy Jork Wielki Szlem Twarda       | Sara Errani Andrea Vavassori       | 7:6(0), 7:5       | Taylor Townsend Donald Young      | Karolína Muchová Emma Navarro          | Paula Badosa Beatriz Haddad Maia Iga Świątek Zheng Qinwen                    |

### Wrzesień
| Tydzień | Data        | Turniej                                     | Zwyciężczynie                              | Wynik          | Finalistki                             | Półfinalistki                          | Ćwierćfinalistki                                                    |
| ------- | ----------- | ------------------------------------------- | ------------------------------------------ | -------------- | -------------------------------------- | -------------------------------------- | ------------------------------------------------------------------- |
| 37.     | 9 września  | Guadalajara Open Guadalajara WTA 500 Twarda | Magdalena Fręch                            | 7:6(5), 6:4    | Olivia Gadecki                         | Caroline Garcia Camila Osorio          | Marie Bouzková Kamilla Rachimowa Marina Stakusic Martina Trevisan   |
| 37.     | 9 września  | Guadalajara Open Guadalajara WTA 500 Twarda | Anna Danilina Irina Chromaczowa            | 2:6, 7:5, 10–7 | Oksana Kalasznikowa Kamilla Rachimowa  | Caroline Garcia Camila Osorio          | Marie Bouzková Kamilla Rachimowa Marina Stakusic Martina Trevisan   |
| 37.     | 9 września  | Jasmin Open Monastyr WTA 250 Twarda         | Sonay Kartal                               | 6:3, 7:5       | Rebecca Šramková                       | Lucia Bronzetti Eva Lys                | Antonia Ružić Zeynep Sönmez Sara Sorribes Tormo Julija Starodubcewa |
| 37.     | 9 września  | Jasmin Open Monastyr WTA 250 Twarda         | Anna Blinkowa Majar Szarif                 | 2:6, 6:1, 10–8 | Alina Korniejewa Anastasija Zacharowa  | Lucia Bronzetti Eva Lys                | Antonia Ružić Zeynep Sönmez Sara Sorribes Tormo Julija Starodubcewa |
| 38.     | 16 września | Korea Open Seul WTA 500 Twarda              | Beatriz Haddad Maia                        | 1:6, 6:4, 6:1  | Darja Kasatkina                        | Wieronika Kudiermietowa Diana Sznajder | Marta Kostiuk Polina Kudiermietowa Emma Raducanu Wiktorija Tomowa   |
| 38.     | 16 września | Korea Open Seul WTA 500 Twarda              | Nicole Melichar-Martinez Ludmiła Samsonowa | 6:1, 6:0       | Miyu Katō Zhang Shuai                  | Wieronika Kudiermietowa Diana Sznajder | Marta Kostiuk Polina Kudiermietowa Emma Raducanu Wiktorija Tomowa   |
| 38.     | 16 września | Thailand Open Hua Hin WTA 250 Twarda        | Rebecca Šramková                           | 6:4, 6:4       | Laura Siegemund                        | Arianne Hartono Tamara Zidanšek        | Jana Fett Mai Hontama Rebeka Masarova Nadia Podoroska               |
| 38.     | 16 września | Thailand Open Hua Hin WTA 250 Twarda        | Anna Danilina Irina Chromaczowa            | 6:4, 7:5       | Eudice Chong Moyuka Uchijima           | Arianne Hartono Tamara Zidanšek        | Jana Fett Mai Hontama Rebeka Masarova Nadia Podoroska               |
| 39.–40. | 23 września | China Open Pekin WTA 1000 Twarda            | Coco Gauff                                 | 6:1, 6:3       | Karolína Muchová                       | Paula Badosa Zheng Qinwen              | Mirra Andriejewa Aryna Sabalenka Zhang Shuai Julija Starodubcewa    |
| 39.–40. | 23 września | China Open Pekin WTA 1000 Twarda            | Sara Errani Jasmine Paolini                | 6:4, 6:4       | Chan Hao-ching Wieronika Kudiermietowa | Paula Badosa Zheng Qinwen              | Mirra Andriejewa Aryna Sabalenka Zhang Shuai Julija Starodubcewa    |

### Październik
| Tydzień | Data            | Turniej                                           | Zwyciężczynie                        | Wynik          | Finalistki                           | Półfinalistki                         | Ćwierćfinalistki                                                       |
| ------- | --------------- | ------------------------------------------------- | ------------------------------------ | -------------- | ------------------------------------ | ------------------------------------- | ---------------------------------------------------------------------- |
| 41.     | 7 października  | Wuhan Open Wuhan WTA 1000 Twarda                  | Aryna Sabalenka                      | 6:3, 5:7, 6:3  | Zheng Qinwen                         | Coco Gauff Xinyu Wang                 | Magdalena Fręch Magda Linette Jasmine Paolini Jekatierina Aleksandrowa |
| 41.     | 7 października  | Wuhan Open Wuhan WTA 1000 Twarda                  | Anna Danilina Irina Chromaczowa      | 6:3, 7:6(6)    | Asia Muhammad Jessica Pegula         | Coco Gauff Xinyu Wang                 | Magdalena Fręch Magda Linette Jasmine Paolini Jekatierina Aleksandrowa |
| 42.     | 14 października | Ningbo Open Ningbo WTA 500 Twarda                 | Darja Kasatkina                      | 6:0, 4:6, 6:4  | Mirra Andriejewa                     | Paula Badosa Karolína Muchová         | Beatriz Haddad Maia Anna Kalinska Barbora Krejčíková Julija Putincewa  |
| 42.     | 14 października | Ningbo Open Ningbo WTA 500 Twarda                 | Demi Schuurs Yuan Yue                | 6:3, 6:3       | Nicole Melichar-Martinez Ellen Perez | Paula Badosa Karolína Muchová         | Beatriz Haddad Maia Anna Kalinska Barbora Krejčíková Julija Putincewa  |
| 42.     | 14 października | Japan Women’s Open Osaka WTA 250 Twarda           | Suzan Lamens                         | 6:0, 6:4       | Kimberly Birrell                     | Aoi Ito Diane Parry                   | Ana Bogdan Eva Lys Sara Saito Clara Tauson                             |
| 42.     | 14 października | Japan Women’s Open Osaka WTA 250 Twarda           | Ena Shibahara Laura Siegemund        | 3:6, 6:2, 10–2 | Cristina Bucșa Monica Niculescu      | Aoi Ito Diane Parry                   | Ana Bogdan Eva Lys Sara Saito Clara Tauson                             |
| 43.     | 21 października | Pan Pacific Open Tokio WTA 500 Twarda             | Zheng Qinwen                         | 7:6(5), 6:3    | Sofia Kenin                          | Diana Sznajder Katie Boulter          | Bianca Andreescu Darja Kasatkina Leylah Annie Fernandez Sayaka Ishii   |
| 43.     | 21 października | Pan Pacific Open Tokio WTA 500 Twarda             | Shūko Aoyama Eri Hozumi              | 6:4, 7:6(3)    | Ena Shibahara Laura Siegemund        | Diana Sznajder Katie Boulter          | Bianca Andreescu Darja Kasatkina Leylah Annie Fernandez Sayaka Ishii   |
| 43.     | 21 października | Guangzhou Open Guangzhou WTA 250 Twarda           | Olga Danilović                       | 6:3, 6:1       | Caroline Dolehide                    | Lucia Bronzetti Kateřina Siniaková    | Jéssica Bouzas Maneiro Bernarda Pera Mananchaya Sawangkaew Wang Xiyu   |
| 43.     | 21 października | Guangzhou Open Guangzhou WTA 250 Twarda           | Kateřina Siniaková Zhang Shuai       | 6:4, 6:1       | Katarzyna Piter Fanny Stollar        | Lucia Bronzetti Kateřina Siniaková    | Jéssica Bouzas Maneiro Bernarda Pera Mananchaya Sawangkaew Wang Xiyu   |
| 44.     | 28 października | WTA Hong Kong Tennis Open Hongkong WTA 250 Twarda | Diana Sznajder                       | 6:1, 6:2       | Katie Boulter                        | Leylah Fernandez Yue Yuan             | Suzan Lamens Anastasia Zakharova Sofia Kenin Bernarda Pera             |
| 44.     | 28 października | WTA Hong Kong Tennis Open Hongkong WTA 250 Twarda | Ulrikke Eikeri Makoto Ninomiya       | 6:4, 4:6, 11–9 | Shūko Aoyama Eri Hozumi              | Leylah Fernandez Yue Yuan             | Suzan Lamens Anastasia Zakharova Sofia Kenin Bernarda Pera             |
| 44.     | 28 października | Mérida Open Mérida WTA 250 Twarda                 | Zeynep Sönmez                        | 6:2, 6:1       | Ann Li                               | Alina Korniejewa Polina Kudiermietowa | Renata Zarazua Sara Sorribes Tormo Jil Teichmann Nina Stojanović       |
| 44.     | 28 października | Mérida Open Mérida WTA 250 Twarda                 | Quinn Gleason Ingrid Gamarra Martins | 6:4, 6:4       | Magali Kempen Lara Salden            | Alina Korniejewa Polina Kudiermietowa | Renata Zarazua Sara Sorribes Tormo Jil Teichmann Nina Stojanović       |
| 44.     | 28 października | Jiangxi Open Nanchang WTA 250 Twarda              | Viktorija Golubic                    | 6:3, 7:5       | Rebecca Šramková                     | Laura Siegemund Marie Bouzková        | Mananchaya Sawangkaew Kamilla Rachimowa Martina Trevisan Arantxa Rus   |
| 44.     | 28 października | Jiangxi Open Nanchang WTA 250 Twarda              | Guo Hanyu Moyuka Uchijima            | 7:6(5), 7:5    | Katarzyna Piter Fanny Stollar        | Laura Siegemund Marie Bouzková        | Mananchaya Sawangkaew Kamilla Rachimowa Martina Trevisan Arantxa Rus   |

### Listopad
| Tydzień | Data         | Turniej                                       | Zwyciężczynie                     | Wynik            | Finalistki                         | Półfinalistki                      | Faza grupowa                                                               |
| ------- | ------------ | --------------------------------------------- | --------------------------------- | ---------------- | ---------------------------------- | ---------------------------------- | -------------------------------------------------------------------------- |
| 45.     | 4 listopada  | WTA Finals Rijad WTA Championships Twarda     | Coco Gauff                        | 3:6, 6:4, 7:6(2) | Zheng Qinwen                       | Barbora Krejčíková Aryna Sabalenka | Darja Kasatkina Jasmine Paolini Jessica Pegula Jelena Rybakina Iga Świątek |
| 45.     | 4 listopada  | WTA Finals Rijad WTA Championships Twarda     | Gabriela Dabrowski Erin Routliffe | 7:5, 6:3         | Kateřina Siniaková Taylor Townsend | Barbora Krejčíková Aryna Sabalenka | Darja Kasatkina Jasmine Paolini Jessica Pegula Jelena Rybakina Iga Świątek |
| Tydzień | Data         | Turniej                                       | Zwyciężczynie                     | Wynik            | Finalistki                         | Półfinalistki                      | Ćwierćfinalistki                                                           |
| 46.     | 13 listopada | Puchar Billie Jean King Sewilla Twarda (hala) | Włochy                            | 2-0              | Słowacja                           | Polska · Wielka Brytania           | Australia · Czechy · Japonia · Kanada                                      |

## Wielki Szlem
| Turniej         | Gra pojedyncza     | Gra podwójna                       | Gra mieszana                           |
| Australian Open | Aryna Sabalenka    | Hsieh Su-wei Elise Mertens         | Hsieh Su-wei Jan Zieliński             |
| French Open     | Iga Świątek        | Coco Gauff Kateřina Siniaková      | Laura Siegemund Édouard Roger-Vasselin |
| Wimbledon       | Barbora Krejčíková | Kateřina Siniaková Taylor Townsend | Hsieh Su-wei Jan Zieliński             |
| US Open         | Aryna Sabalenka    | Ludmyła Kiczenok Jeļena Ostapenko  | Sara Errani Andrea Vavassori           |

## Wygrane turnieje

### Klasyfikacja tenisistek
| Wygrane | Zawodniczka              | Wielki Szlem | Wielki Szlem | Wielki Szlem | Igrzyska olimpijskie | Igrzyska olimpijskie | Igrzyska olimpijskie | WTA Finals | WTA Finals | WTA 1000 | WTA 1000 | WTA 500 | WTA 500 | WTA 250 | WTA 250 | Łącznie | Łącznie | Łącznie |
| Wygrane | Zawodniczka              | S            | D            | M            | S                    | D                    | M                    | S          | D          | S        | D        | S       | D       | S       | D       | S       | D       | M       |
| ------- | ------------------------ | ------------ | ------------ | ------------ | -------------------- | -------------------- | -------------------- | ---------- | ---------- | -------- | -------- | ------- | ------- | ------- | ------- | ------- | ------- | ------- |
| 6       | Kateřina Siniaková       |              | 2            |              |                      |                      | 1                    |            |            |          | 1        |         |         |         | 2       | 0       | 5       | 1       |
| 6       | Irina Chromaczowa        |              |              |              |                      |                      |                      |            |            |          | 1        |         | 1       |         | 4       | 0       | 6       | 0       |
| 5       | Iga Świątek              | 1            |              |              |                      |                      |                      |            |            | 4        |          |         |         |         |         | 5       | 0       | 0       |
| 5       | Hsieh Su-wei             |              | 1            | 2            |                      |                      |                      |            |            |          | 1        |         |         |         | 1       | 0       | 3       | 2       |
| 5       | Jeļena Ostapenko         |              | 1            |              |                      |                      |                      |            |            |          |          | 2       | 2       |         |         | 2       | 3       | 0       |
| 5       | Sara Errani              |              |              | 1            |                      | 1                    |                      |            |            |          | 2        |         | 1       |         |         | 0       | 4       | 1       |
| 5       | Jasmine Paolini          |              |              |              |                      | 1                    |                      |            |            | 1        | 2        |         | 1       |         |         | 1       | 4       | 0       |
| 5       | Anna Danilina            |              |              |              |                      |                      |                      |            |            |          | 1        |         | 1       |         | 3       | 0       | 5       | 0       |
| 4       | Aryna Sabalenka          | 2            |              |              |                      |                      |                      |            |            | 2        |          |         |         |         |         | 4       | 0       | 0       |
| 4       | Coco Gauff               |              | 1            |              |                      |                      |                      | 1          |            | 1        |          |         |         | 1       |         | 3       | 1       | 0       |
| 4       | Cristina Bucșa           |              |              |              |                      |                      |                      |            |            |          | 1        |         | 1       |         | 2       | 0       | 4       | 0       |
| 4       | Diana Sznajder           |              |              |              |                      |                      |                      |            |            |          |          | 1       |         | 3       |         | 4       | 0       | 0       |
| 3       | Elise Mertens            |              | 1            |              |                      |                      |                      |            |            |          | 1        |         |         |         | 1       | 0       | 3       | 0       |
| 3       | Ludmyła Kiczenok         |              | 1            |              |                      |                      |                      |            |            |          |          |         | 2       |         |         | 0       | 3       | 0       |
| 3       | Taylor Townsend          |              | 1            |              |                      |                      |                      |            |            |          |          |         | 2       |         |         | 0       | 3       | 0       |
| 3       | Zheng Qinwen             |              |              |              | 1                    |                      |                      |            |            |          |          | 1       |         | 1       |         | 3       | 0       | 0       |
| 3       | Erin Routliffe           |              |              |              |                      |                      |                      |            | 1          |          | 1        |         |         |         | 1       | 0       | 3       | 0       |
| 3       | Asia Muhammad            |              |              |              |                      |                      |                      |            |            |          | 1        |         | 1       |         | 1       | 0       | 3       | 0       |
| 3       | Jelena Rybakina          |              |              |              |                      |                      |                      |            |            |          |          | 3       |         |         |         | 3       | 0       | 0       |
| 3       | Nicole Melichar-Martinez |              |              |              |                      |                      |                      |            |            |          |          |         | 3       |         |         | 0       | 3       | 0       |
| 2       | Barbora Krejčíková       | 1            |              |              |                      |                      |                      |            |            |          |          |         |         |         | 1       | 1       | 1       | 0       |
| 2       | Laura Siegemund          |              |              | 1            |                      |                      |                      |            |            |          |          |         |         |         | 1       | 0       | 1       | 1       |
| 2       | Gabriela Dabrowski       |              |              |              |                      |                      |                      |            | 1          |          |          |         |         |         | 1       | 0       | 2       | 0       |
| 2       | Danielle Collins         |              |              |              |                      |                      |                      |            |            | 1        |          | 1       |         |         |         | 2       | 0       | 0       |
| 2       | Jessica Pegula           |              |              |              |                      |                      |                      |            |            | 1        |          | 1       |         |         |         | 2       | 0       | 0       |
| 2       | Sofia Kenin              |              |              |              |                      |                      |                      |            |            |          | 1        |         | 1       |         |         | 0       | 2       | 0       |
| 2       | Bethanie Mattek-Sands    |              |              |              |                      |                      |                      |            |            |          | 1        |         | 1       |         |         | 0       | 2       | 0       |
| 2       | Demi Schuurs             |              |              |              |                      |                      |                      |            |            |          | 1        |         | 1       |         |         | 0       | 2       | 0       |
| 2       | Darja Kasatkina          |              |              |              |                      |                      |                      |            |            |          |          | 2       |         |         |         | 2       | 0       | 0       |
| 2       | Beatriz Haddad Maia      |              |              |              |                      |                      |                      |            |            |          |          | 1       | 1       |         |         | 1       | 1       | 0       |
| 2       | Katie Boulter            |              |              |              |                      |                      |                      |            |            |          |          | 1       |         | 1       |         | 2       | 0       | 0       |
| 2       | Monica Niculescu         |              |              |              |                      |                      |                      |            |            |          |          |         | 2       |         |         | 0       | 2       | 0       |
| 2       | Ellen Perez              |              |              |              |                      |                      |                      |            |            |          |          |         | 2       |         |         | 0       | 2       | 0       |
| 2       | Ludmiła Samsonowa        |              |              |              |                      |                      |                      |            |            |          |          |         | 1       | 1       |         | 1       | 1       | 0       |
| 2       | Sloane Stephens          |              |              |              |                      |                      |                      |            |            |          |          |         | 1       | 1       |         | 1       | 1       | 0       |
| 2       | Yuan Yue                 |              |              |              |                      |                      |                      |            |            |          |          |         | 1       | 1       |         | 1       | 1       | 0       |
| 2       | Guo Hanyu                |              |              |              |                      |                      |                      |            |            |          |          |         | 1       |         | 1       | 0       | 2       | 0       |
| 2       | Chan Hao-ching           |              |              |              |                      |                      |                      |            |            |          |          |         | 1       |         | 1       | 0       | 2       | 0       |
| 2       | Jana Sizikowa            |              |              |              |                      |                      |                      |            |            |          |          |         |         |         | 2       | 0       | 2       | 0       |
| 1       | Caroline Dolehide        |              |              |              |                      |                      |                      |            |            |          | 1        |         |         |         |         | 0       | 1       | 0       |
| 1       | Storm Hunter             |              |              |              |                      |                      |                      |            |            |          | 1        |         |         |         |         | 0       | 1       | 0       |
| 1       | Desirae Krawczyk         |              |              |              |                      |                      |                      |            |            |          | 1        |         |         |         |         | 0       | 1       | 0       |
| 1       | Sara Sorribes Tormo      |              |              |              |                      |                      |                      |            |            |          | 1        |         |         |         |         | 0       | 1       | 0       |
| 1       | Luisa Stefani            |              |              |              |                      |                      |                      |            |            |          | 1        |         |         |         |         | 0       | 1       | 0       |
| 1       | Paula Badosa             |              |              |              |                      |                      |                      |            |            |          |          | 1       |         |         |         | 1       | 0       | 0       |
| 1       | Magdalena Fręch          |              |              |              |                      |                      |                      |            |            |          |          | 1       |         |         |         | 1       | 0       | 0       |
| 1       | Madison Keys             |              |              |              |                      |                      |                      |            |            |          |          | 1       |         |         |         | 1       | 0       | 0       |
| 1       | Linda Nosková            |              |              |              |                      |                      |                      |            |            |          |          | 1       |         |         |         | 1       | 0       | 0       |
| 1       | Shuko Aoyama             |              |              |              |                      |                      |                      |            |            |          |          |         | 1       |         |         | 0       | 1       | 0       |
| 1       | Eri Hozumi               |              |              |              |                      |                      |                      |            |            |          |          |         | 1       |         |         | 0       | 1       | 0       |
| 1       | Ashlyn Krueger           |              |              |              |                      |                      |                      |            |            |          |          |         | 1       |         |         | 0       | 1       | 0       |
| 1       | Wieronika Kudiermietowa  |              |              |              |                      |                      |                      |            |            |          |          |         | 1       |         |         | 0       | 1       | 0       |
| 1       | Zheng Saisai             |              |              |              |                      |                      |                      |            |            |          |          |         | 1       |         |         | 0       | 1       | 0       |
| 1       | Wang Xinyu               |              |              |              |                      |                      |                      |            |            |          |          |         | 1       |         |         | 0       | 1       | 0       |
| 1       | Mirra Andriejewa         |              |              |              |                      |                      |                      |            |            |          |          |         |         | 1       |         | 1       | 0       | 0       |
| 1       | Olga Danilović           |              |              |              |                      |                      |                      |            |            |          |          |         |         | 1       |         | 1       | 0       | 0       |
| 1       | Viktorija Golubic        |              |              |              |                      |                      |                      |            |            |          |          |         |         | 1       |         | 1       | 0       | 0       |
| 1       | Sonay Kartal             |              |              |              |                      |                      |                      |            |            |          |          |         |         | 1       |         | 1       | 0       | 0       |
| 1       | McCartney Kessler        |              |              |              |                      |                      |                      |            |            |          |          |         |         | 1       |         | 1       | 0       | 0       |
| 1       | Suzan Lamens             |              |              |              |                      |                      |                      |            |            |          |          |         |         | 1       |         | 1       | 0       | 0       |
| 1       | Magda Linette            |              |              |              |                      |                      |                      |            |            |          |          |         |         | 1       |         | 1       | 0       | 0       |
| 1       | Emma Navarro             |              |              |              |                      |                      |                      |            |            |          |          |         |         | 1       |         | 1       | 0       | 0       |
| 1       | Camila Osorio            |              |              |              |                      |                      |                      |            |            |          |          |         |         | 1       |         | 1       | 0       | 0       |
| 1       | Karolína Plíšková        |              |              |              |                      |                      |                      |            |            |          |          |         |         | 1       |         | 1       | 0       | 0       |
| 1       | Julija Putincewa         |              |              |              |                      |                      |                      |            |            |          |          |         |         | 1       |         | 1       | 0       | 0       |
| 1       | Zeynep Sönmez            |              |              |              |                      |                      |                      |            |            |          |          |         |         | 1       |         | 1       | 0       | 0       |
| 1       | Rebecca Šramková         |              |              |              |                      |                      |                      |            |            |          |          |         |         | 1       |         | 1       | 0       | 0       |
| 1       | Peyton Stearns           |              |              |              |                      |                      |                      |            |            |          |          |         |         | 1       |         | 1       | 0       | 0       |
| 1       | Tímea Babos              |              |              |              |                      |                      |                      |            |            |          |          |         |         |         | 1       | 0       | 1       | 0       |
| 1       | Anna Blinkowa            |              |              |              |                      |                      |                      |            |            |          |          |         |         |         | 1       | 0       | 1       | 0       |
| 1       | Ulrikke Eikeri           |              |              |              |                      |                      |                      |            |            |          |          |         |         |         | 1       | 0       | 1       | 0       |
| 1       | Olivia Gadecki           |              |              |              |                      |                      |                      |            |            |          |          |         |         |         | 1       | 0       | 1       | 0       |
| 1       | Quinn Gleason            |              |              |              |                      |                      |                      |            |            |          |          |         |         |         | 1       | 0       | 1       | 0       |
| 1       | Viktória Hrunčáková      |              |              |              |                      |                      |                      |            |            |          |          |         |         |         | 1       | 0       | 1       | 0       |
| 1       | Miyu Katō                |              |              |              |                      |                      |                      |            |            |          |          |         |         |         | 1       | 0       | 1       | 0       |
| 1       | Ingrid Gamarra Martins   |              |              |              |                      |                      |                      |            |            |          |          |         |         |         | 1       | 0       | 1       | 0       |
| 1       | Catherine McNally        |              |              |              |                      |                      |                      |            |            |          |          |         |         |         | 1       | 0       | 1       | 0       |
| 1       | Ingrid Neel              |              |              |              |                      |                      |                      |            |            |          |          |         |         |         | 1       | 0       | 1       | 0       |
| 1       | Olivia Nicholls          |              |              |              |                      |                      |                      |            |            |          |          |         |         |         | 1       | 0       | 1       | 0       |
| 1       | Makoto Ninomiya          |              |              |              |                      |                      |                      |            |            |          |          |         |         |         | 1       | 0       | 1       | 0       |
| 1       | Giuliana Olmos           |              |              |              |                      |                      |                      |            |            |          |          |         |         |         | 1       | 0       | 1       | 0       |
| 1       | Aleksandra Panowa        |              |              |              |                      |                      |                      |            |            |          |          |         |         |         | 1       | 0       | 1       | 0       |
| 1       | Katarzyna Piter          |              |              |              |                      |                      |                      |            |            |          |          |         |         |         | 1       | 0       | 1       | 0       |
| 1       | Kamilla Rachimowa        |              |              |              |                      |                      |                      |            |            |          |          |         |         |         | 1       | 0       | 1       | 0       |
| 1       | Bibiane Schoofs          |              |              |              |                      |                      |                      |            |            |          |          |         |         |         | 1       | 0       | 1       | 0       |
| 1       | Ena Shibahara            |              |              |              |                      |                      |                      |            |            |          |          |         |         |         | 1       | 0       | 1       | 0       |
| 1       | Zhang Shuai              |              |              |              |                      |                      |                      |            |            |          |          |         |         |         | 1       | 0       | 1       | 0       |
| 1       | Fanny Stollár            |              |              |              |                      |                      |                      |            |            |          |          |         |         |         | 1       | 0       | 1       | 0       |
| 1       | Aldila Sutjiadi          |              |              |              |                      |                      |                      |            |            |          |          |         |         |         | 1       | 0       | 1       | 0       |
| 1       | Majar Szarif             |              |              |              |                      |                      |                      |            |            |          |          |         |         |         | 1       | 0       | 1       | 0       |
| 1       | Moyuka Uchijima          |              |              |              |                      |                      |                      |            |            |          |          |         |         |         | 1       | 0       | 1       | 0       |
| 1       | Xu Yifan                 |              |              |              |                      |                      |                      |            |            |          |          |         |         |         | 1       | 0       | 1       | 0       |

### Klasyfikacja państw
| Wygrane | Państwo           | Wielki Szlem | Wielki Szlem | Wielki Szlem | Igrzyska olimpijskie | Igrzyska olimpijskie | Igrzyska olimpijskie | WTA Finals | WTA Finals | WTA 1000 | WTA 1000 | WTA 500 | WTA 500 | WTA 250 | WTA 250 | Łącznie | Łącznie | Łącznie |
| Wygrane | Państwo           | S            | D            | M            | S                    | D                    | M                    | S          | D          | S        | D        | S       | D       | S       | D       | S       | D       | M       |
| ------- | ----------------- | ------------ | ------------ | ------------ | -------------------- | -------------------- | -------------------- | ---------- | ---------- | -------- | -------- | ------- | ------- | ------- | ------- | ------- | ------- | ------- |
| 31      | Stany Zjednoczone |              | 2            |              |                      |                      |                      | 1          |            | 3        | 5        | 3       | 10      | 5       | 2       | 12      | 19      | 0       |
| 11      | Chiny             |              |              |              | 1                    |                      |                      |            |            |          |          | 1       | 4       | 2       | 3       | 4       | 7       | 0       |
| 10      | Czechy            | 1            | 2            |              |                      |                      | 1                    |            |            |          | 1        | 1       |         | 1       | 3       | 3       | 6       | 1       |
| 10      | Włochy            |              |              | 1            |                      | 2                    |                      |            |            | 1        | 4        |         | 2       |         |         | 1       | 8       | 1       |
| 9       | Kazachstan        |              |              |              |                      |                      |                      |            |            |          | 1        | 3       | 1       | 1       | 3       | 4       | 5       | 0       |
| 8       | Polska            | 1            |              |              |                      |                      |                      |            |            | 4        |          | 1       |         | 1       | 1       | 7       | 1       | 0       |
| 7       | Chińskie Tajpej   |              | 1            | 2            |                      |                      |                      |            |            |          | 1        |         | 1       |         | 2       | 0       | 5       | 2       |
| 6       | Hiszpania         |              |              |              |                      |                      |                      |            |            |          | 2        | 1       | 1       |         | 2       | 1       | 5       | 0       |
| 6       | Japonia           |              |              |              |                      |                      |                      |            |            |          |          |         | 2       |         | 4       | 0       | 6       | 0       |
| 5       | Australia         |              | 1            |              |                      |                      |                      |            |            |          | 1        |         | 2       |         | 1       | 0       | 5       | 0       |
| 5       | Łotwa             |              | 1            |              |                      |                      |                      |            |            |          |          | 2       | 2       |         |         | 2       | 3       | 0       |
| 4       | Brazylia          |              |              |              |                      |                      |                      |            |            |          | 1        | 1       | 1       |         | 1       | 1       | 3       | 0       |
| 4       | Holandia          |              |              |              |                      |                      |                      |            |            |          | 1        |         | 1       | 1       | 1       | 1       | 3       | 0       |
| 4       | Wielka Brytania   |              |              |              |                      |                      |                      |            |            |          |          | 1       |         | 2       | 1       | 3       | 1       | 0       |
| 3       | Belgia            |              | 1            |              |                      |                      |                      |            |            |          | 1        |         |         |         | 1       | 0       | 3       | 0       |
| 3       | Ukraina           |              | 1            |              |                      |                      |                      |            |            |          |          |         | 2       |         |         | 0       | 3       | 0       |
| 3       | Nowa Zelandia     |              |              |              |                      |                      |                      |            | 1          |          | 1        |         |         |         | 1       | 0       | 3       | 0       |
| 2       | Niemcy            |              |              | 1            |                      |                      |                      |            |            |          |          |         |         |         | 1       | 0       | 1       | 1       |
| 2       | Kanada            |              |              |              |                      |                      |                      |            | 1          |          |          |         |         |         | 1       | 0       | 2       | 0       |
| 2       | Rumunia           |              |              |              |                      |                      |                      |            |            |          |          |         | 2       |         |         | 0       | 2       | 0       |
| 2       | Słowacja          |              |              |              |                      |                      |                      |            |            |          |          |         |         | 1       | 1       | 1       | 1       | 0       |
| 2       | Węgry             |              |              |              |                      |                      |                      |            |            |          |          |         |         |         | 2       | 0       | 2       | 0       |
| 1       | Kolumbia          |              |              |              |                      |                      |                      |            |            |          |          |         |         | 1       |         | 1       | 0       | 0       |
| 1       | Serbia            |              |              |              |                      |                      |                      |            |            |          |          |         |         | 1       |         | 1       | 0       | 0       |
| 1       | Turcja            |              |              |              |                      |                      |                      |            |            |          |          |         |         | 1       |         | 1       | 0       | 0       |
| 1       | Szwajcaria        |              |              |              |                      |                      |                      |            |            |          |          |         |         | 1       |         | 1       | 0       | 0       |
| 1       | Egipt             |              |              |              |                      |                      |                      |            |            |          |          |         |         |         | 1       | 0       | 1       | 0       |
| 1       | Estonia           |              |              |              |                      |                      |                      |            |            |          |          |         |         |         | 1       | 0       | 1       | 0       |
| 1       | Indonezja         |              |              |              |                      |                      |                      |            |            |          |          |         |         |         | 1       | 0       | 1       | 0       |
| 1       | Meksyk            |              |              |              |                      |                      |                      |            |            |          |          |         |         |         | 1       | 0       | 1       | 0       |
| 1       | Norwegia          |              |              |              |                      |                      |                      |            |            |          |          |         |         |         | 1       | 0       | 1       | 0       |

## Obronione tytuły
Gra pojedyncza
- Coco Gauff – Auckland
- Aryna Sabalenka – Australian Open
- Iga Świątek – Doha, French Open

Gra podwójna
- Taylor Townsend – Adelaide